# Ким Пхун Джу
Ким Пхун Джу (кор. 김풍주; 1 октября 1961, Республика Корея) — южнокорейский футболист, играл на позиции вратаря.
На протяжении всей клубной карьеры играл за «Дэу Роялс», а также выступал за национальную сборную Южной Кореи.

## Клубная карьера
Во взрослом футболе дебютировал в 1983 году выступлениями за команду клуба «Пусан Ай Парк», цвета которого защищал на протяжении всей своей карьеры, которая длилась четырнадцать лет. В 1987 и 1991 годах признавался лучшим вратарем южнокорейского футбольного первенства.

## Выступления за сборную
В 1983 году привлекался в состав молодёжной сборной Южной Кореи. На молодёжном уровне сыграл в 3 официальных матчах, пропустив 5 голов.
В 1988 году дебютировал в официальных матчах в составе национальной сборной Южной Кореи. В течение карьеры в национальной команде, которая длилась 4 года, провёл в форме главной команды страны 19 матчей, пропустив при этом лишь 7 голов.
В составе сборной был участником чемпионата мира 1990 года в Италии, на котором был резервным вратарём. Также принимал участие в футбольном турнире летних Олимпийских игр 1988 года.